# Bommenahalli, Krishnarajpet
Bommenahalli là một làng thuộc tehsil Krishnarajpet, huyện Mandya, bang Karnataka, Ấn Độ.